# Dobruška
Dobruška (německy Gutenfeld) je druhé největší město v okrese Rychnov nad Kněžnou (po Rychnově nad Kněžnou) v Královéhradeckém kraji. Leží v podhůří Orlických hor v údolí Zlatého potoka (Dědiny) v nadmořské výšce 287 m na katastrální ploše 3466 ha. Žije zde přibližně 6 500 obyvatel.
Město spravuje části obce Běstviny, Domašín, Chábory, Spáleniště, Pulice, Mělčany a Křovice. Historické jádro Dobrušky je od roku 2003 městskou památkovou zónou.

## Historie
První zmínka pochází z roku 1320. V roce 1806 postihl Dobrušku největší požár v její historii a značná část města musela být znovu vystavěna. V úterý 13. července 1926 navštívil město prezident republiky T. G. Masaryk a zapsal se do pamětní knihy města.

### Vývoj počtu obyvatel
| Rok            | 1971  | 1976  | 1981  | 1986  | 1991  | 1996  | 2001  | 2006  | 2011  | 2016  | 2022  |
| -------------- | ----- | ----- | ----- | ----- | ----- | ----- | ----- | ----- | ----- | ----- | ----- |
| Počet obyvatel | 5 843 | 6 372 | 6 972 | 7 316 | 6 836 | 7 444 | 7 194 | 7 033 | 6 926 | 6 848 | 6 518 |

## Pamětihodnosti
- kupecký dům F. L. Věka

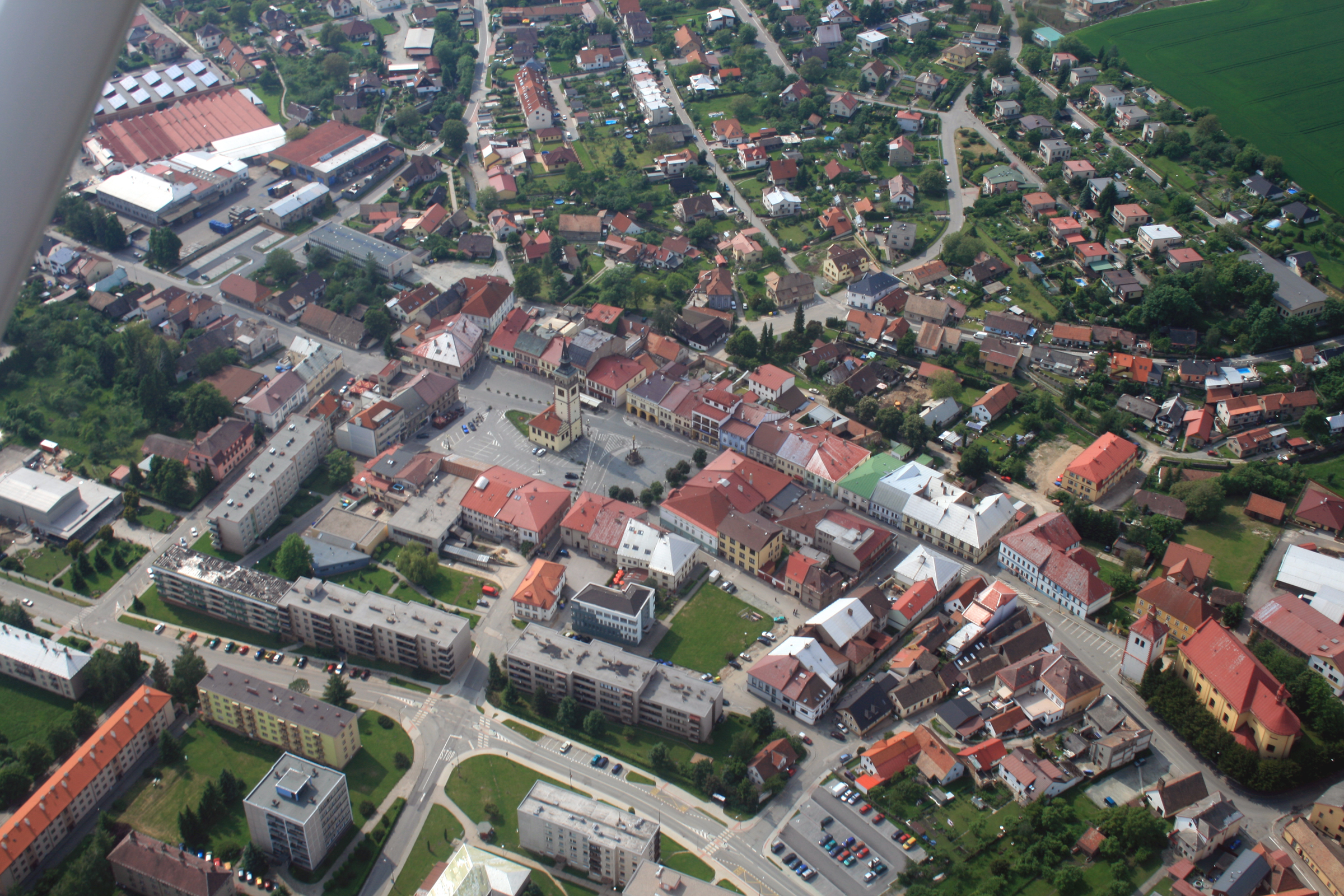
Letecký pohled na centrum

- děkanský kostel svatého Václava, zbarokizovaný v letech 1709–1724
- hrobka rodiny Laichterovy
- mikve v budově městského vlastivědného muzea
- kostel sv. Ducha za městem
- kovárna
- křížová cesta ve Studánce
- Mariánský sloup z roku 1736 na náměstí – socha Panny Marie Immaculaty byla na sloup zakoupena již jako hotová, původně byla umístěna na jezuitském kostele v Hradci Králové; postranní sochy sv. Václava, Jana Nepomuckého, Františka Xaverského a Floriána jsou dílem Ondřeje Deckera z Hradce Králové a Jana Mělnického, sochaře z Vamberka; iniciátorem stavby byl dobrušský děkan Jan Jung [4]
- městské lapidárium
- rodný dům spisovatele Josefa Laichtera
- památná hrušeň u Dobrušky
- renesanční radnice s věží z druhé poloviny 16. století, s expozicí Vlastivědného muzea Dobruška: uvnitř jsou vystavena raná díla malíře Františka Kupky a románská křtitelnice, která je nejstarší hmotnou památkou města
- rodný dům Františka Vladislava Heka (s expozicí Vlastivědného muzea Dobruška)
- socha sv. Jana Nepomuckého poutníka v Domašíně poblíž mariánského poutního místa Studánka
- synagoga (s expozicí Vlastivědného muzea Dobruška)
- vila U Rýdlů, postavená v letech 1917–1919 podle návrhu Jana Kotěry[5] (s expozicí Vojenská geografie Vlastivědného muzea Dobruška)
- židovský hřbitov

## Doprava
Dobruška leží na konci lokální železniční trati Opočno pod Orlickými horami – Dobruška, která je však od roku 2010 využívána omezeně. Hlavní dopravní spojnicí je silnice I/14 (Náchod – Rychnov nad Kněžnou).

## Části města
- Dobruška
- Běstviny
- Domašín
- Chábory
- Křovice
- Mělčany
- Pulice
- Spáleniště

## Osobnosti
- Augustin Šenkýř (1736–1796), hudební skladatel, varhaník, gambista a houslista
- František Vladislav Hek (1769–1847), národní buditel, proslavený díky románu Aloise Jiráska F. L. Věk a stejnojmennému televiznímu seriálu F. L. Věk Československé televize z roku 1971 režiséra Františka Filipa
- Jan Dvořáček (1825–1898), první ředitel sklářské školy v Kamenickém Šenově (v roce 1856), první školy tohoto druhu v Evropě
- Alois Beer (1833–1897), písmák a naivní malíř
- Karel Lier (1845–1909), herec a režisér
- František Adolf Šubert (1849–1915), divadelní ředitel, režisér a dramatik; v letech 1883–1900 byl ředitelem Národního divadla
- Jan Laichter (1858–1946), nakladatel a knihkupec, vydavatel spisů T.G. Masaryka
- Josef Laichter (1864–1949), spisovatel a nakladatel
- František Kupka (1871–1957), abstraktní malíř z nedalekého Opočna, který zde prožil mládí
- Josef Petřík (1891–1943), československý legionář a protinacistický odbojář
- Radim Drejsl (1923–1953), český hudební skladatel, klavírista a dirigent
- Miloslav Košťál (1925–2018), archivář, historik a kazatel Církve bratrské
- Jana Peterová (* 2000), orientační běžkyně

## Kultura
Z kulturních akcí pořádaných v Dobrušce je patrně nejznámější Dobrušské letní muzicírování (živé koncerty každou červencovou a srpnovou neděli od 17 hodin) a Mezinárodní hudební festival F. L. Věka, poprvé pořádaný v roce 2011. Další akcí je Festival netradičních her a aktivit nebo zářijové Svatováclavské slavnosti.
V Dobrušce se nachází městem zřizované Vlastivědné muzeum Dobruška.

## Sport
Ve městě sídlí florbalový klub FBC Dobruška, který hraje svá domácí utkání ve sportovní hale Pulická, která byla otevřena v roce 2022. Ženský tým klubu hraje od sezóny 2024/2025 nejvyšší soutěž, Extraligu žen.

## Partnerská města
- Ábrahámhégy, Maďarsko
- Miejska Górka, Polsko
- Radków, Polsko
- Piława Górna, Polsko
- Veľký Meder, Slovensko
- Hnúšťa, Slovensko

## Fotogalerie

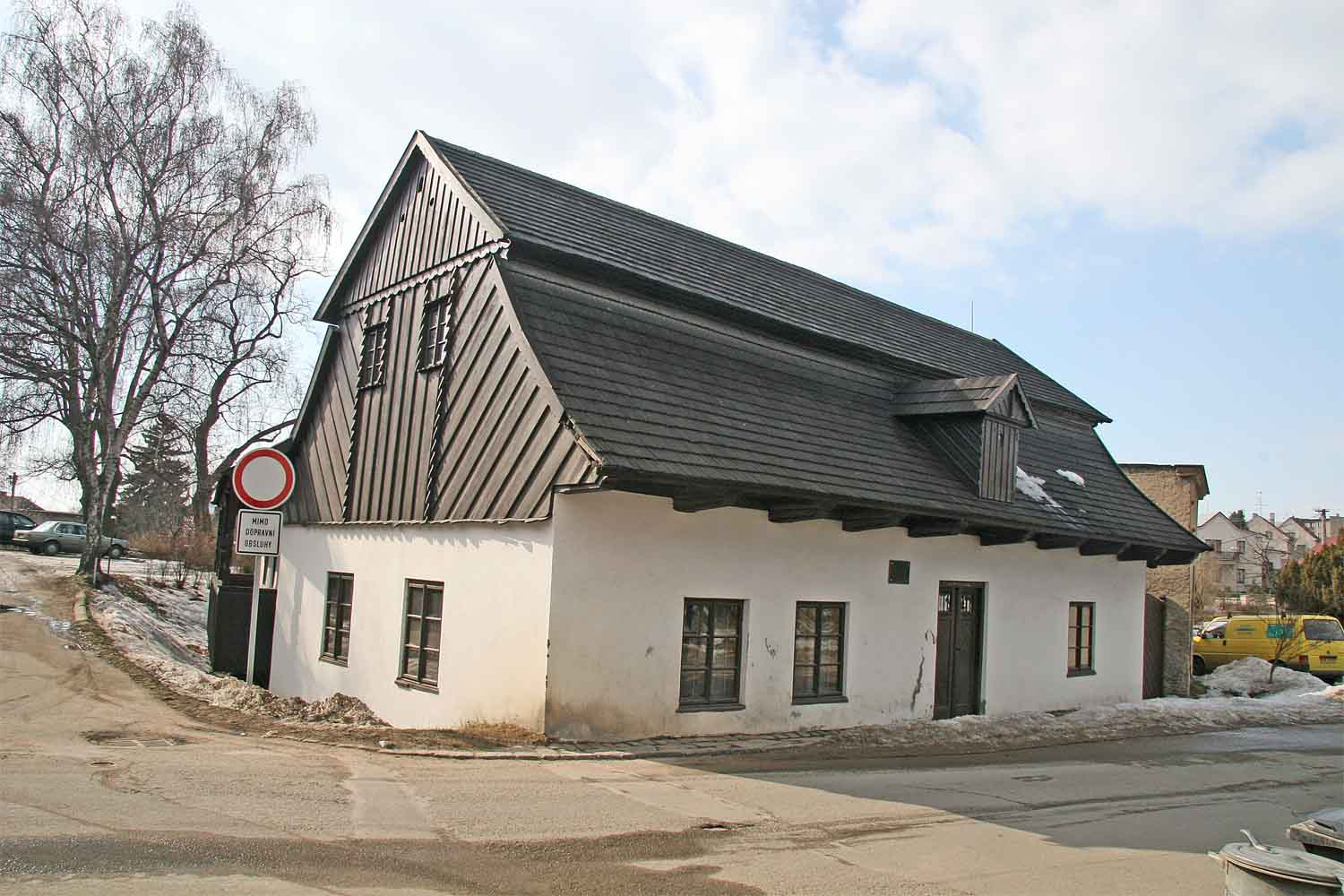
Rodný domek Františka Vladislava Heka
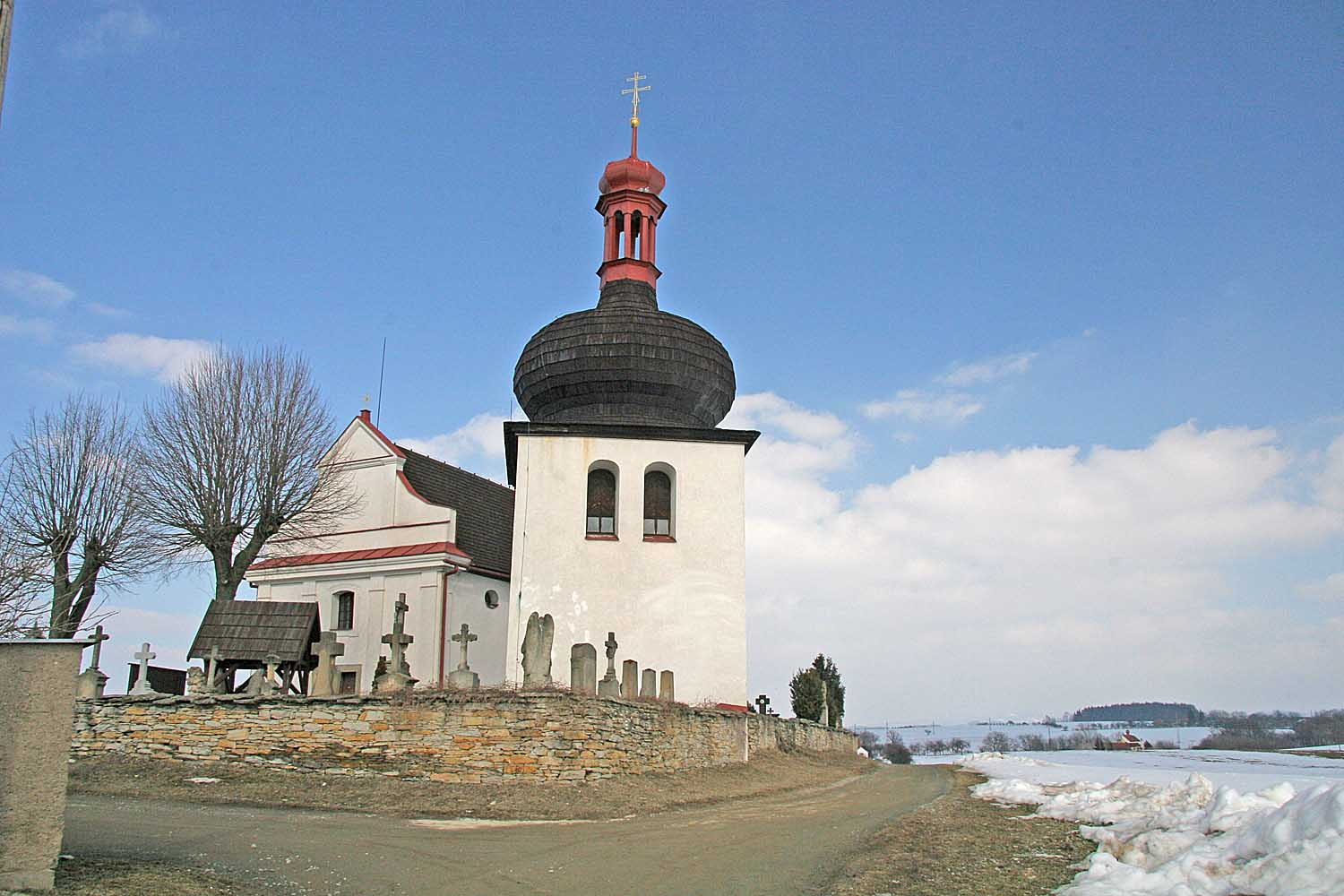
Kostel svatého Ducha
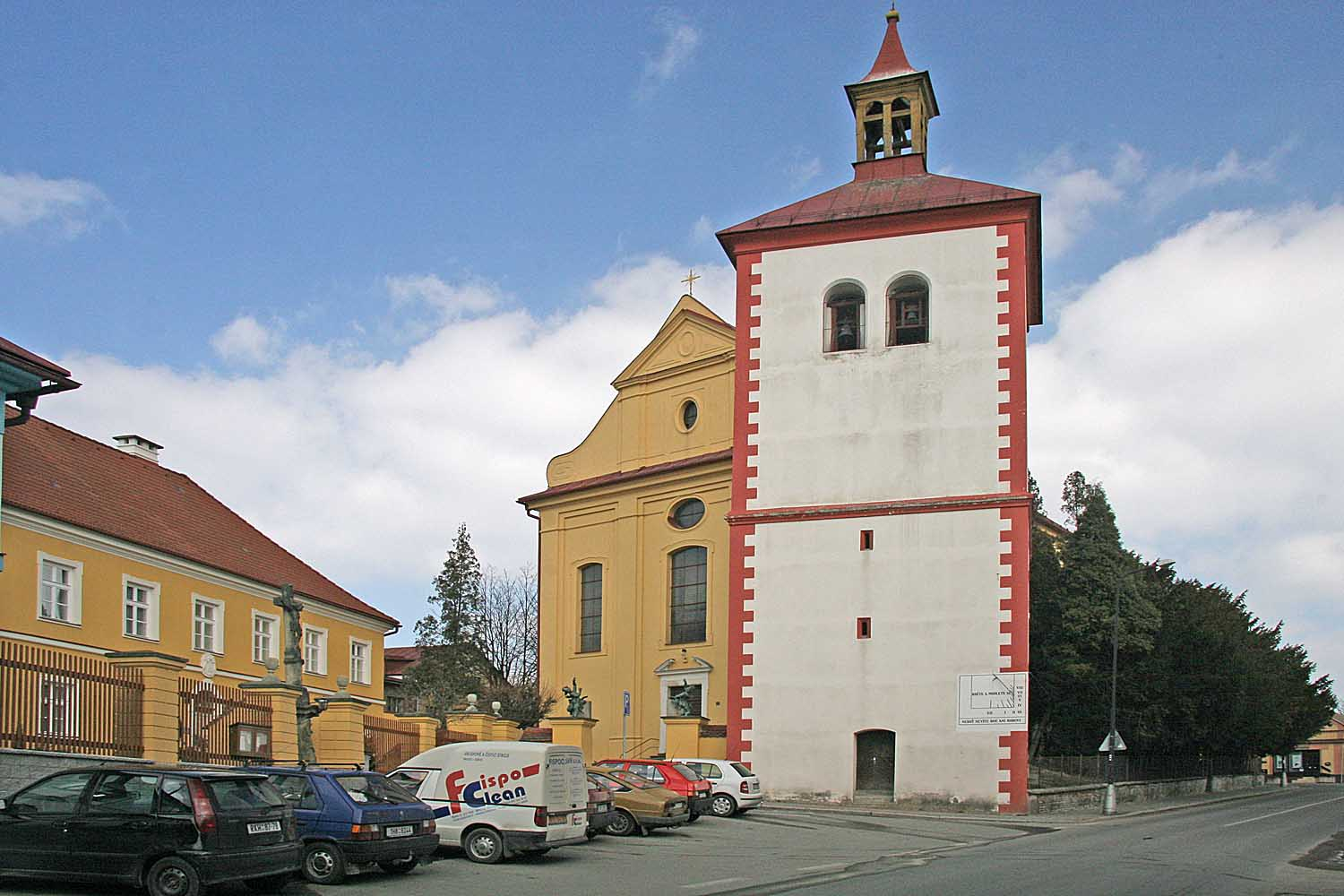
Děkanský kostel svatého Václava
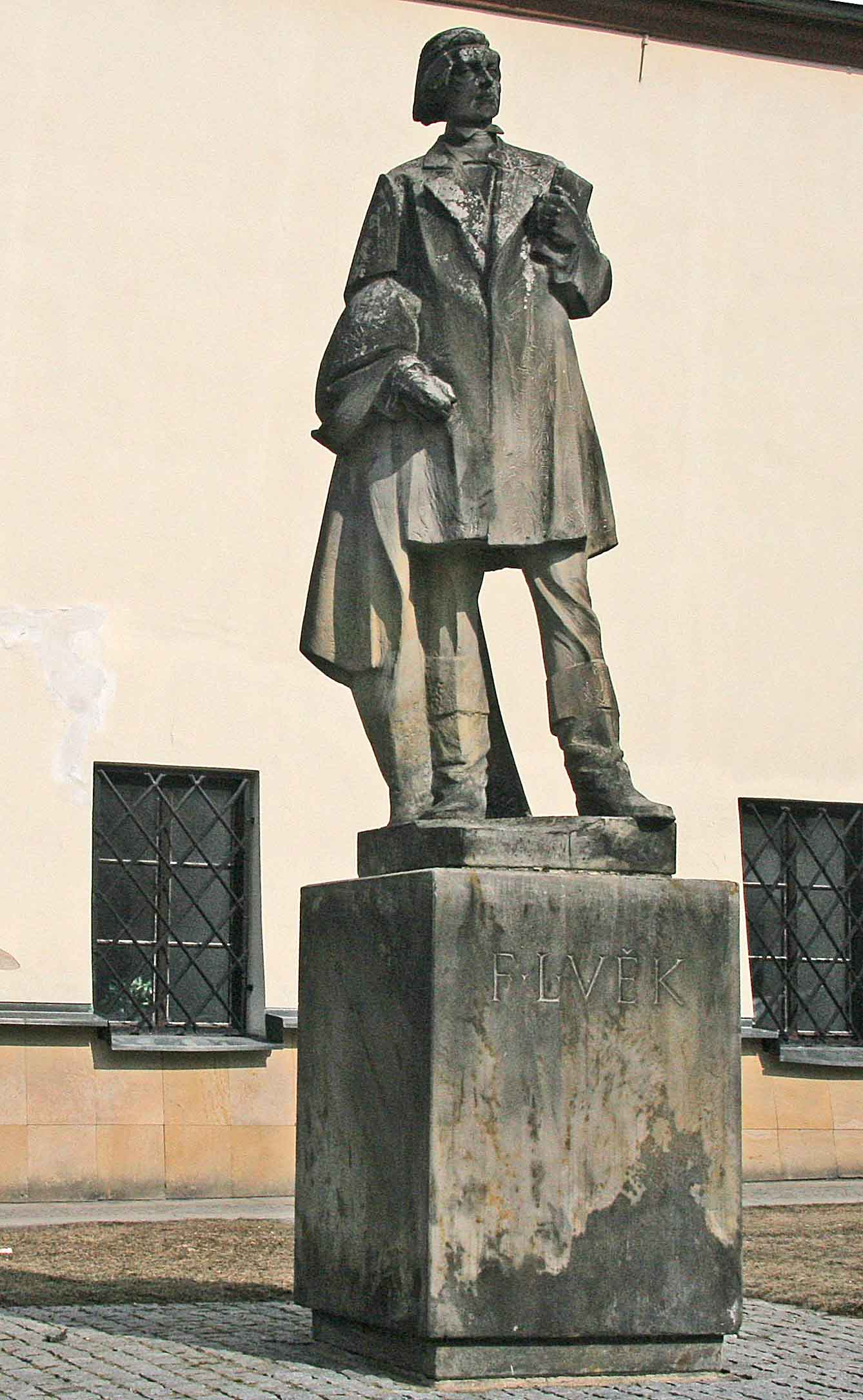
Socha Františka Ladislava Věka
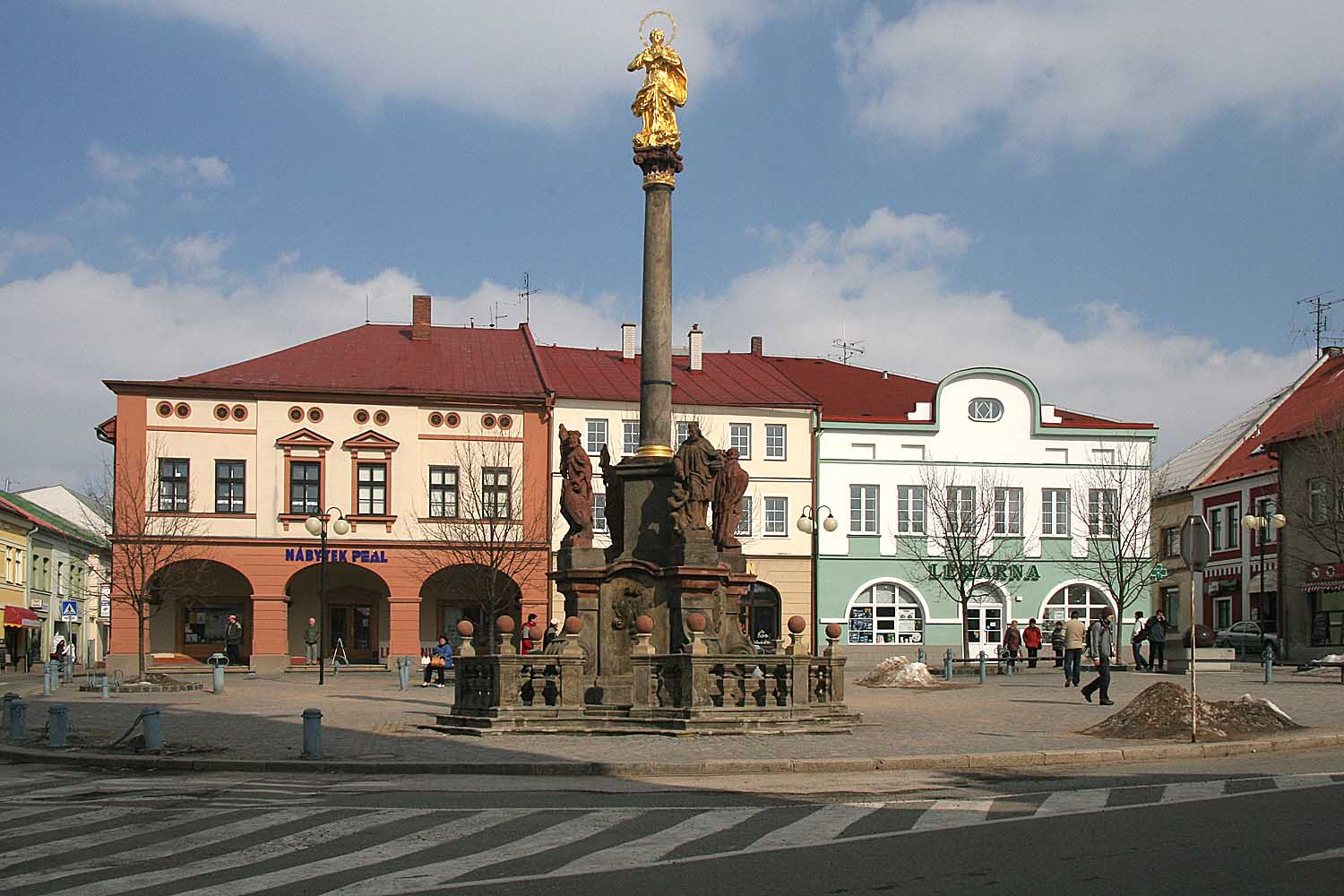
Mariánský sloup na náměstí
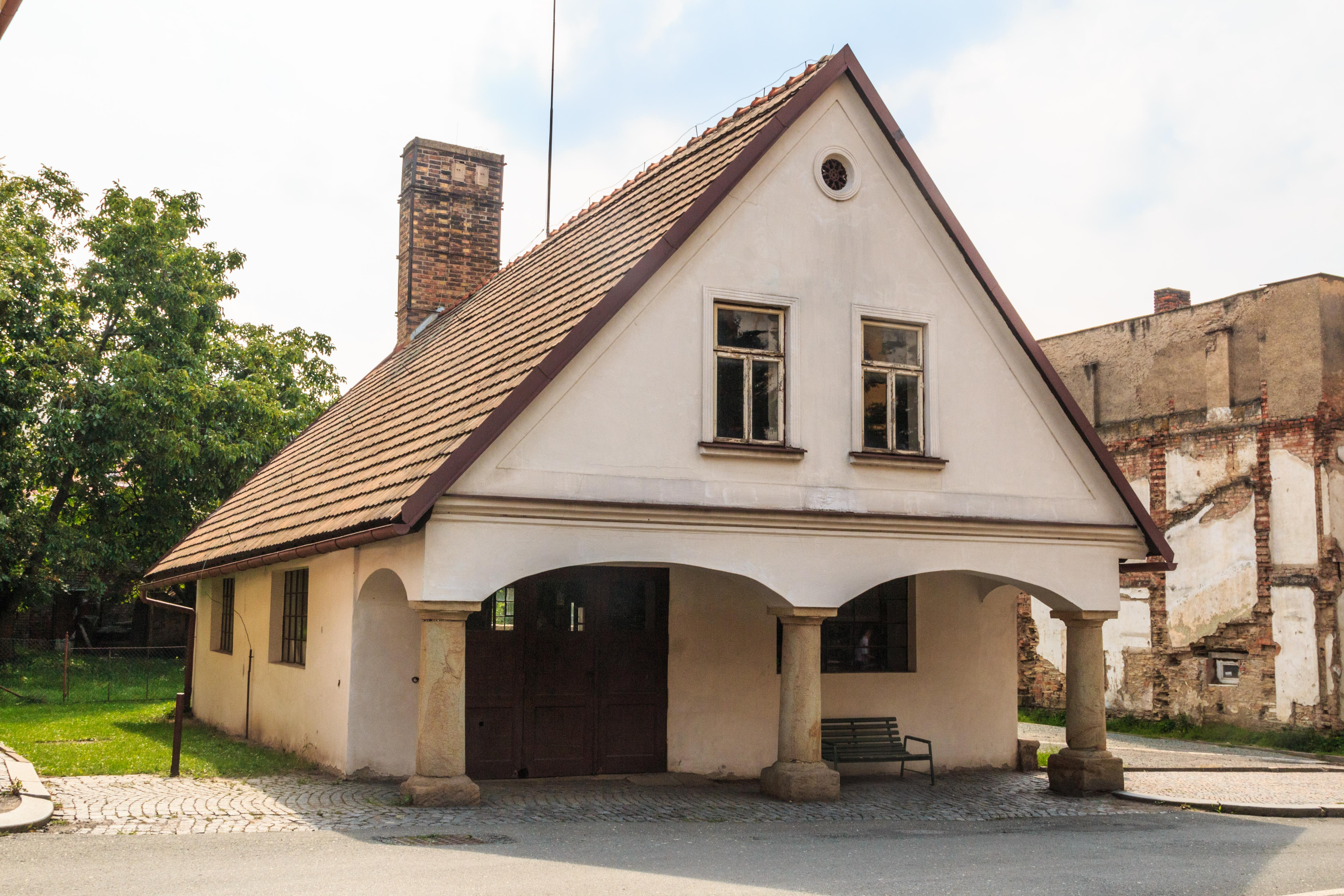
Kovárna v Dobrušce
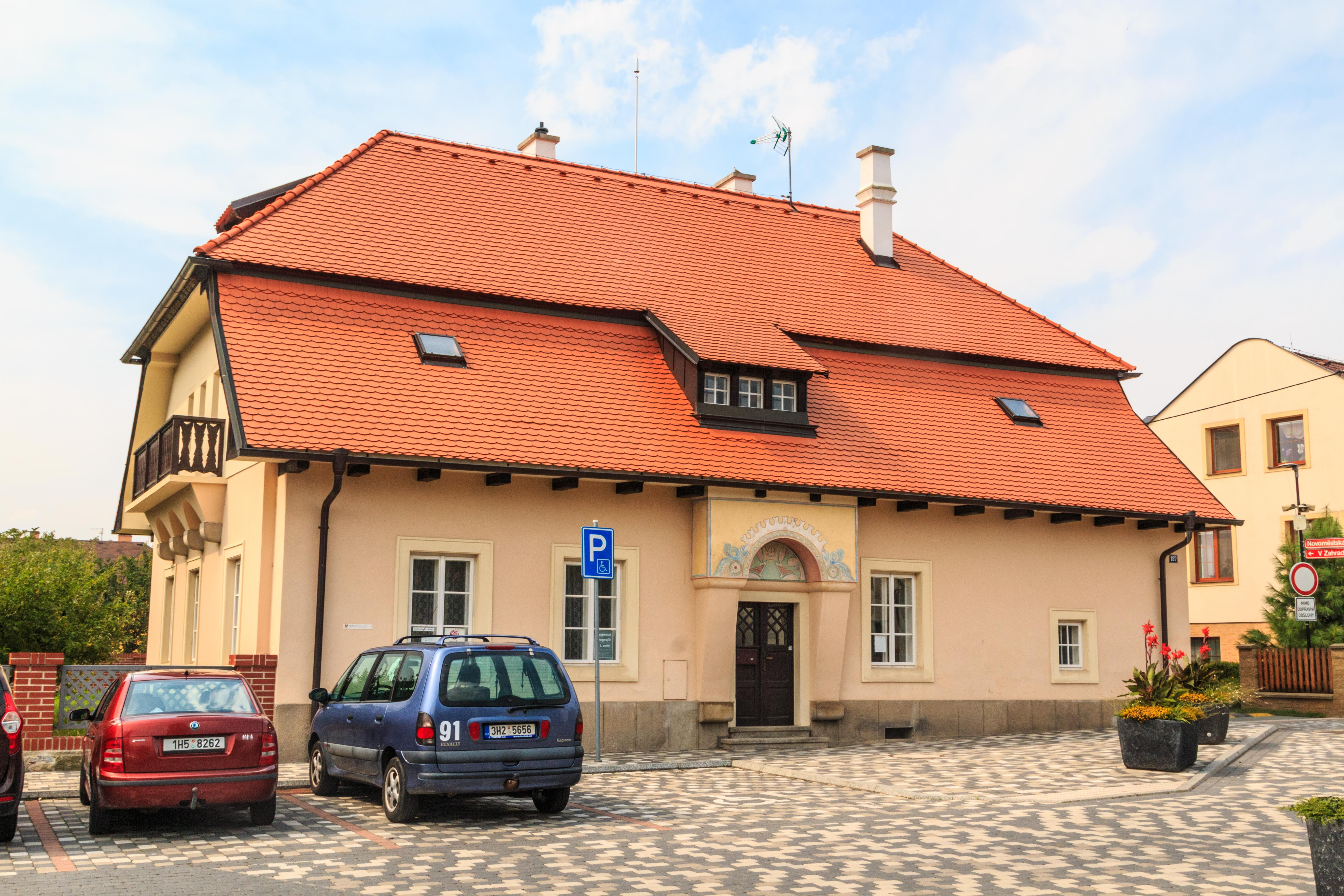
Vila U Rýdlů v Dobrušce
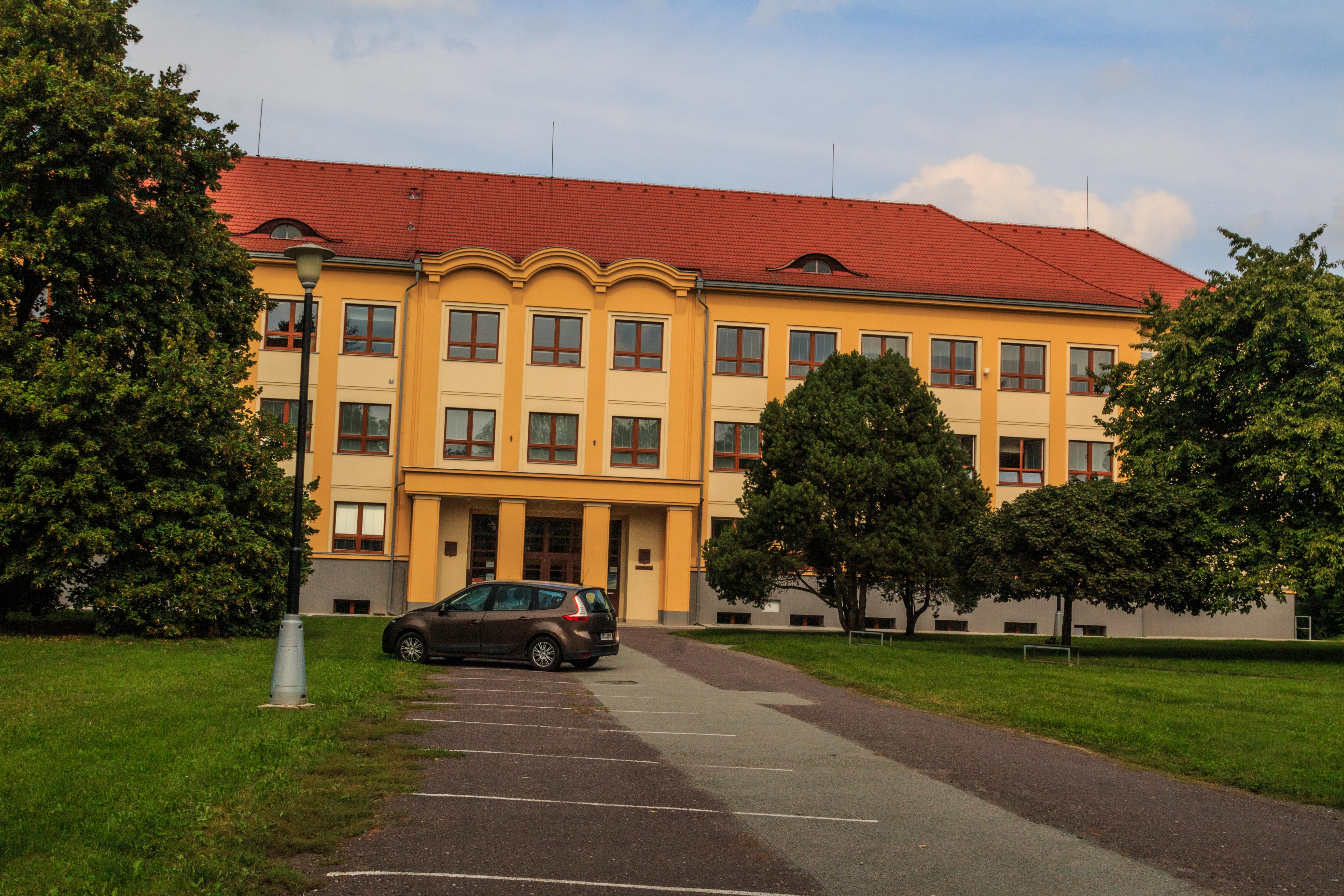
Gymnázium, Pulická ulice